# فرمیل‌دار کردن ریچه
فرمیل‌دار کردن یا فرمیلاسیون ریچه(به آلمانی: Rieche) نوعی واکنش فرمیل‌دار کردن است. سوبستراهای این واکنش ترکیبات آروماتیک غنی از الکترون هستند، مانند مسیتیلن یا فنول‌ها، با دی‌کلرومتیل متیل اتر که به عنوان منبع فرمیل عمل می‌کند. کاتالیزور این واکنش تیتانیم تتراکلرید است و در محیط اسیدی انجام می‌شود. این واکنش به افتخار آلفرد ریچه که در سال ۱۹۶۰ این واکنش را توصیف کرد، نامگذاری شده است.

## همچنین ببینید
واکنش رایمر–تیمان